# 菊月 (睦月型駆逐艦)
菊月（きくづき）は日本海軍の駆逐艦。一等駆逐艦睦月型の9番艦である。艦名は旧暦で9月のこと。艦名は初代神風型駆逐艦の「菊月」に続いて2代目。珊瑚海海戦の前哨戦で撃沈された。艦名は海上自衛隊の護衛艦「きくづき」に継承された。

## 艦歴
1923年（大正12年）度計画艦。1924年（大正13年）11月10日、舞鶴工作部で建造される予定の駆逐艦に「第三十一号駆逐艦」の艦名が与えられ、同日附で「第28号駆逐艦（のちの水無月）、第29号駆逐艦（〃文月）、第30号駆逐艦（〃長月）、第31号駆逐艦（〃菊月）」は一等駆逐艦に類別された。本艦は1925年（大正14年）6月15日に起工、1926年（大正15年）5月15日進水、同年11月20日に竣工した。佐世保鎮守府に所属。
1928年（昭和3年）8月1日附で「第31号駆逐艦」は「菊月」と改名された。
1937年（昭和12年）からの支那事変により中支、南支方面に進出する。また仏印進駐作戦に参加した。
1941年（昭和16年）12月8日の太平洋戦争開戦時、本艦は第1航空艦隊・第2航空戦隊・第23駆逐隊（菊月、夕月、卯月）に所属していた。ただし南雲機動部隊（第一航空戦隊、第二航空戦隊、第五航空戦隊）の直衛には航続距離の長い朝潮型駆逐艦と陽炎型駆逐艦が投入され、睦月型駆逐艦の第23駆逐隊は南洋部隊（指揮官井上成美第四艦隊司令長官：旗艦「鹿島」）に編入されていた。第四艦隊所属艦と共にグアム島攻略部隊を編制、同部隊は敷設艦「津軽」、駆逐艦4隻（第23駆逐隊《菊月、夕月、卯月》、吹雪型駆逐艦朧）、特設水上機母艦「聖川丸」という戦力である。またグアム島攻略支援部隊として第六戦隊司令官五藤存知少将指揮下の第六戦隊所属重巡洋艦4隻（第1小隊《青葉、加古》、第2小隊《衣笠、古鷹》）が加わっていた。これらの艦艇を主力として輸送船団を護衛、グアム島攻略作戦は大きな被害なく成功した。
グアム島攻略部隊は12月13日附で解散する。
1942年（昭和17年）1月以降、第23駆逐隊は第六水雷戦隊（旗艦「夕張」）や第十八戦隊（天龍、龍田）等と共に、ラバウル方面、ラエとサラモアの各攻略作戦に参加した。またアドミラルティ攻略作戦を支援した。
4月下旬、第23駆逐隊はポートモレスビー作戦実施のため「沖島」を護衛してトラック泊地を出撃、ラバウルへ進出した。

### 珊瑚海海戦
1942年（昭和17年）4月29-30日、ツラギ攻略部隊（指揮官志摩清英少将、第十九戦隊司令官）および第23駆逐隊はニューブリテン島の日本軍拠点ラバウルを出撃、続いてMO攻略部隊主隊と特務隊もラバウルを出撃した。
5月3日、第十九戦隊はツラギ島（フロリダ諸島）を占領する（オーストラリア軍守備隊は一週間前に撤退）。一連の作戦を、第六戦隊司令官五藤存知少将率いるMO攻略部隊（空母《祥鳳》、重巡4隻《青葉〔MO攻略部隊指揮官五藤存知第六戦隊司令官座乗〕、加古、衣笠、古鷹》、駆逐艦《漣》）が支援していた。これら日本軍の動向を暗号解読で察知した米軍は、フランク・J・フレッチャー提督ひきいる米軍第17任務部隊（空母ヨークタウン」、レキシントン）を攻撃に向かわせた。日本艦隊をにがさないため「ヨークタウン」は速力27ノットで北上し、給油中の「レキシントン」は置き去りにされた。
5月4日午前5時30分、第23駆逐隊（菊月、夕月）は敷設艦「沖島」（第十九戦隊旗艦）に横付けして燃料補給を開始する。輸送船2隻（高栄丸、吾妻丸）は荷役作業を続けた。6時20分、ヨークタウンから発進した攻撃隊（戦闘機F4Fワイルドキャット6、急降下爆撃機SBDドーントレス28、雷撃機TBDデヴァステーター12）は、ガダルカナル島を飛び越えて、ツラギ泊地空襲を敢行。攻撃隊は三波（第一次攻撃隊《艦攻12、艦爆24》、第二次攻撃隊《艦攻11、艦爆27》、第三次攻撃隊《艦爆21》）に及んだという。彼等は「軽巡洋艦1隻、駆逐艦2隻、水上機母艦1隻、兵員輸送船5隻、様々な砲艦や小型艦艇」（機雷敷設艦1、駆逐艦2、小型掃海艇2、輸送船1、小型揚陸艇数隻）がいたと報告した。歴史家サミュエル・モリソンは「(米軍の)パイロットたちは戦時中ずっと通例として、自分たちの見たものを過大に評価した。彼等の白鳥はみなガチョウで、彼等のガチョウはみなアヒルかガチョウの子だった」と著述している。
ともあれ、TBD艦攻8機が旗艦「沖島」を包囲して雷撃を敢行した。このうち魚雷1本が「沖島」から離れたばかりの「菊月」右舷機関室に命中。沖島横付中に爆弾が命中したという回想もある。12名が戦死し、22名が負傷した。「菊月」は第563号駆潜艇となっていた特設駆潜艇「第三利丸」に曳航され、ガブツ島の海岸に擱座した。他に第14掃海隊「玉丸」、第1掃海特務艇、第2掃海特務艇が沈没、「沖島」と「夕月」が損傷。「沖島」はニュージョージア島方面へ、「夕月」はラバウルへ避退した。
その頃、空母「祥鳳」を基幹とするMO攻略部隊が反転南下して米軍機動部隊を捜索したが、「ヨークタウン」は既に南へ避退しており発見できなかった。また翔鶴型航空母艦2隻（瑞鶴、翔鶴）を基幹とするMO機動部隊（五航戦《瑞鶴、翔鶴》、第27駆逐隊《時雨、白露、有明、夕暮》）も、急遽ソロモン諸島へ進出。これをうけて5月5日午前1時に「沖島」は反転、同日15時にツラギへ到着すると「菊月」乗組員と重要書類を収容し、ラバウルへ撤退した。22時25分、放棄された「菊月」はカブツ島のハラボ南緯09度11分 東経160度13分 / 南緯9.183度 東経160.217度で沈没した。「菊月」沈没の報告を受けた重巡「加古」艦長の高橋大佐は、『小さき艦(ふね)に襲ひかかれる敵百機　掩護のわれは遠くにありしに』と記して「菊月」を偲んでいる。「ヨークタウン」の捕捉に失敗したMO機動部隊はポートモレスビー攻略作戦に従事すべく南下を開始、珊瑚海海戦に臨むことになった。
一方、空母「ヨークタウン」は魚雷22本、1000ポンド爆弾76発、50口径機銃1万2570発、30口径機銃7095発を消費。駆逐艦2隻・貨物船1隻・砲艦4隻撃沈、軽巡洋艦1隻擱座、駆逐艦1隻・貨物船1隻・水上機母艦もしくは重巡洋艦1隻を大破させたと判断し（乗艦中の従軍記者によれば、3隻の巡洋艦をふくむ14隻を撃沈もしくは大破）、南方へと離脱して空母「レキシントン」と合流した。特に「沖島」には魚雷5本命中（魚雷11本投下）、爆弾11発命中を記録、水上偵察機2機の反撃と対空砲火で4機を喪失した。一連の攻撃についてチェスター・ニミッツ提督はアーネスト・キング海軍作戦部長に「事実上、敵機はなく、対空砲火もごくわずかだったことを考慮すれば、関連する数の敵艦船を損傷させるのに要した弾薬の消費量は失望すべきものです」と報告している。
5月7日、菊月生存者を乗せた「沖島」はラバウルに到着。「沖島」より先に同地へ到着していた駆逐艦「夕月」では、5月4日の空襲で橘広太夕月駆逐艦長が戦死するなど多数の死傷者を出しており、菊月生存者は「夕月」に移乗して姉妹艦の乗組員となった。「菊月」最後の駆逐艦長となった森幸吉少佐も、後任の到着まで「夕月」駆逐艦長として同艦を指揮している。
「菊月」の喪失により志摩司令官（沖島座乗）は23駆僚艦「卯月」をナウル島・オーシャン島攻略部隊に編入。RY攻略部隊（沖島、金龍丸、高瑞丸、卯月、夕月）は5月10日夕刻にラバウルを出撃したが、5月11日早朝「沖島」は米潜水艦に雷撃されて大破。5月12日、駆逐艦「睦月」による曳航中に沈没した。
同年5月25日、駆逐艦「菊月」は帝国駆逐艦籍、睦月型駆逐艦より除籍された。同日附で「沖島」も除籍された。第23駆逐隊も解隊され、「夕月」は第29駆逐隊（追風、朝凪、夕凪）へ、「卯月」は第30駆逐隊（睦月、弥生、望月）に編入されている。
その後、ツラギ島（フロリダ諸島）とガダルカナル島は、1942年（昭和17年）8月7日以降のフロリダ諸島の戦いとガダルカナル島の戦いで、米軍に奪還された。「菊月」は1943年（昭和18年）に米軍の手によって引き上げられ徹底的な調査を受けた後、船体はそのまま海岸へ沈座放置された。現在もソロモン諸島のフロリダ諸島を構成する島のひとつ、ンゲラスレ島(フロリダ島)にあるトウキョウ・ベイと呼ばれる湾内の海岸に座礁した状態となっている。南緯09度07分24.2秒 東経160度14分16.0秒 / 南緯9.123389度 東経160.237778度。長年の風雨や波浪による風化により水上に出ている船体のほとんどが崩壊し、原形をとどめていない。
現在、水上にある唯一の日本海軍艦艇ではあるが、近年、地球温暖化による海面上昇により、少しずつ海面下に没しつつある。また、フロリダ島の南には多数の艦艇が沈むアイアンボトム・サウンドがあるが、「菊月」はその中の一隻とは数えられていない。

### 戦後
2016年、有志による一般社団法人菊月保存会が結成され、菊月は所謂「海の墓標」ではないとの解釈から、ソロモン諸島政府及び現在の菊月の所有者の許可を得た上で、第四砲身のサルベージ及び舞鶴での展示のための準備を進めた。
2017年6月18日、上記菊月保存会主導により第四砲身の引き揚げが完了した。洗浄・錆止め処理後、ホニアラ港を経由して日本の神戸港へ移送。7月23日、移送開始。9月3日、神戸港に到着。9月5日、神戸港よりジャパンマリンユナイテッド舞鶴事業所（かつての舞鶴海軍工作部）に移送された。
その後、修復を経て、2020年6月27日に第四砲身は舞鶴市森の彌伽宜神社（大森神社）に奉納された。

## 歴代艦長
※『艦長たちの軍艦史』258-259頁による。

### 艤装員長
1. 斎藤二朗 中佐：1926年9月1日 - 1926年9月25日

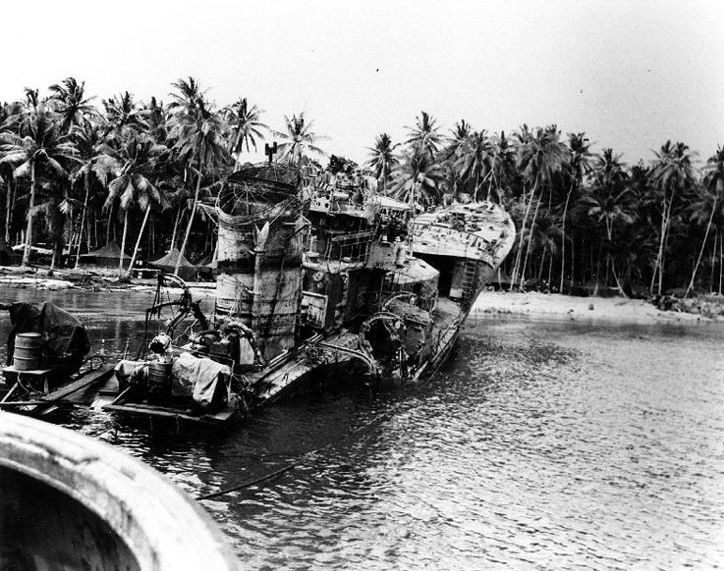
大破放棄された菊月。1943年8月、ツラギにて米軍撮影。

### 艦長
1. 斎藤二朗 中佐：1926年9月25日 - 1928年12月10日
2. 小林徹理 中佐：1928年12月10日 - 1929年11月30日
3. 江口松郎 少佐：1929年11月30日 - 1930年12月1日
4. 佐藤俊美 少佐：1930年12月1日 - 1933年10月10日[38]
5. （兼）鈴木田幸造 中佐：1933年10月10日[38] - 1933年11月15日[39]
6. 島崎利雄 少佐：1933年11月15日 - 1934年11月15日[40]
7. （兼）小西要人 少佐：1934年11月15日[40] - 1935年6月18日[41]
8. 森寛 少佐：1935年6月18日[41] - 1936年6月20日[42]
9. 七字恒雄 少佐：1936年6月20日[42] - 1936年12月1日[43]
10. 勢経雄 少佐：1936年12月1日 - 1937年6月1日[44]
11. 大前敏一 少佐：1937年6月1日 - 1937年10月23日[45]
12. 山田鉄夫 少佐：1937年10月23日 - 1937年11月29日[46]
13. 有馬時吉 少佐：1937年11月29日 - 1938年12月1日[47]
14. 金田清之 少佐：1938年12月1日[47] - 1939年4月1日[48]
15. 浜中脩一 少佐：1939年4月1日 - 1940年8月20日[49]
16. （兼）志摩岑 少佐：1940年8月20日[49] -
17. 作間英邇 少佐：1940年11月15日 - 1941年9月12日[50]
18. 森幸吉 少佐：1941年9月12日 -